# Un camino embarrado
"Un camino embarrado" es el tercer episodio de la serie de televisión estadounidense Fargo. Fue escrito por el creador de la serie Noah Hawley y dirigido por Randall Einhorn.

## Sinopsis
En el episodio, Lester Nygaard (Martin Freeman) empieza a darse cuenta de que su responsabilidad en los homicidios pronto saldrá a la luz, pues la agente Molly Solverson (Allison Tolman) y los asesinos a sueldo Wrench y Numbers (Russell Harvard y Adam Goldberg) han puesto sus ojos sobre él. Mientras tanto, Lorne Malvo (Billy Bob Thornton) inicia una campaña de extorsión contra Stavros Milos (Oliver Platt).

## Recepción
El episodio fue visto por un total de 1.87 millones de espectadores. La respuesta crítica hacia este episodio de Fargo fue muy positiva, con un rating de aprobación del 100% en Rotten Tomatoes.